# Jean-François Millet

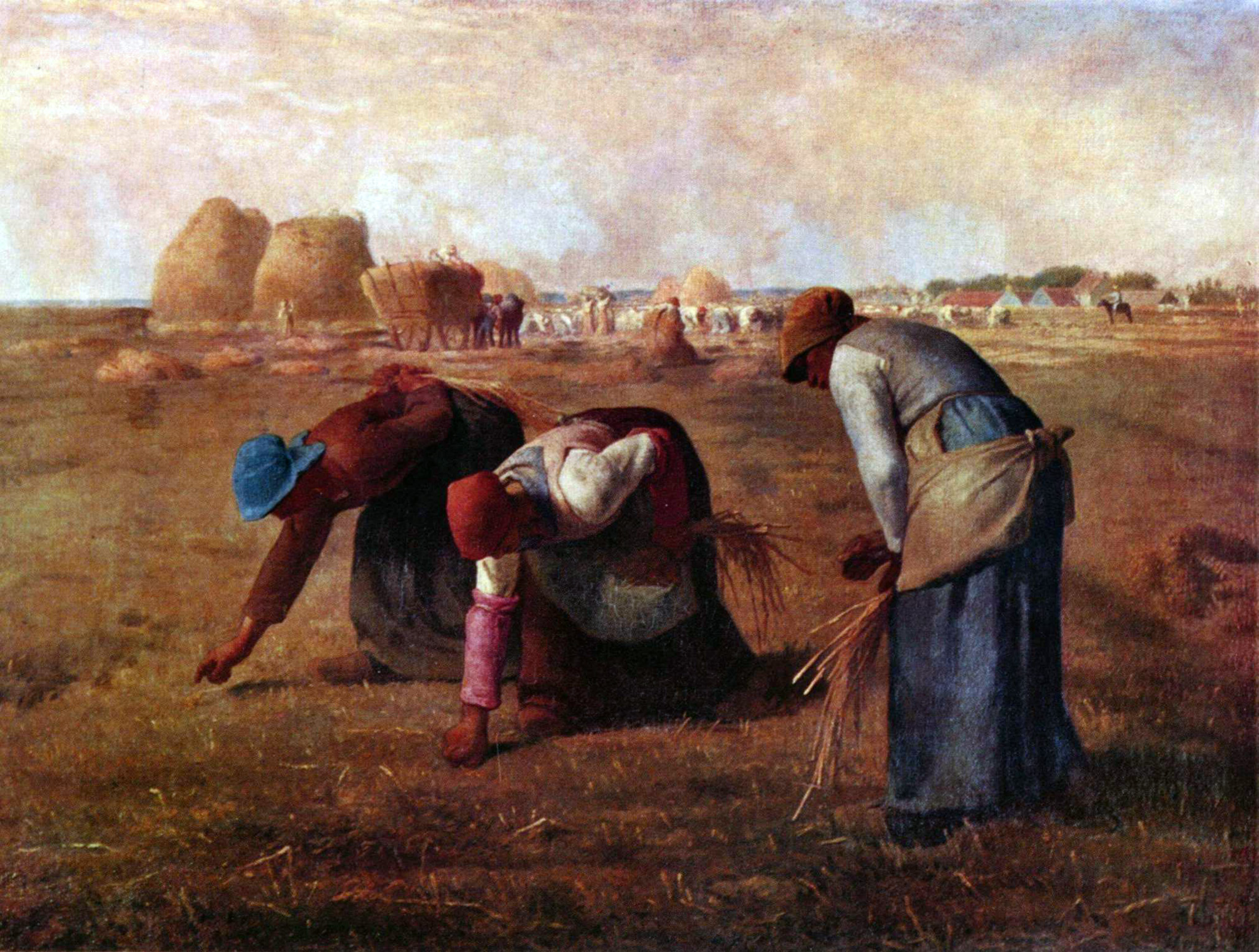
Les espigoladores, obra de Millet

Jean-François Millet (Gruchy, La Hague (Normandia), 4 d'octubre del 1814 - Barbizon, 20 de gener del 1875) va ser un pintor realista i un dels fundadors de l'Escola de Barbizon, a la França rural. Va destacar per les seves escenes de camperols i grangers.

## Biografia
Va néixer al poble de Gruchy, però es va traslladar a París el 1839. Va rebre el seu ensenyament acadèmic amb Paul Dumouchel i amb Jérome Langlois a Cherbourg. Després del 1840, es va allunyar de l'estil de pintura oficial i va caure sota la influència d'Honoré Daumier, de qui va aprendre el sentit del contrast de llums i ombres, així com la construcció del cos humà, amb simplicitat de volums. El 1849 es va establir a Barbizon i va entrar en el cercle de l'escola que pren el nom d'aquesta localitat. Millet posseïa un profund sentit de la natura, igual que Théodore Rousseau; interpretava la natura, més que no pas reflectir-la, i comprenia les veus de la terra, els arbres o les senderes. Millet afirmava que sentia en la natura més del que els sentits li donaven. Millet i Rousseau prompte van intimar, i Rousseau, amb més recursos econòmics, ajudava el pobre Millet. Tots dos van morir a Barbizon amb pocs anys de diferència i estan enterrats a molt poca distància l'un de l'altre.

## Obres destacades
Entre les seves obres es destaquen «El garbellador» (1848, Musée du Louvre), «El dinar de recol·lectors» (1853, Museum of Fine Arts, Boston), «Les espigoleres» (1857), «L'Àngelus» (1857-59), ambdós al Musée du Louvre, i «L'home de l'aixada» (1862, Hillsborough, Califòrnia).

### Obra en museus
- Museu del Louvre
- Museu d'Orsay
- National Gallery de Londres
- Museo Kröller-Müller, Otterlo.
- Museu de Belles Arts de Boston
- Museu d'Art de Filadèlfia
- Museu Abelló (Mollet del Vallès)
- Museu Calouste Gulbenkian (Lisboa)